# 復仇者聯盟
《復仇者聯盟》（英語：The Avengers）是一部於2012年上映的美國超級英雄電影，改編自漫威漫畫旗下的同名超級英雄團隊復仇者聯盟，本片由喬斯·溫登執導，由漫威影業與派拉蒙影業共同製作，並由華特迪士尼工作室電影發行。本片是漫威漫畫改編的電影中，第一部獲得超過十億票房的電影，同時亦是當年世界電影史上票房第三高的電影，僅次於《阿凡達》和《鐵達尼號》，也是漫威電影宇宙：第一階段中票房最高的電影。本片為漫威電影宇宙系列電影中的第六部電影，亦為首部由迪士尼發行的漫威電影。導演自己透露，初版剪輯版本長達3小時，其中有30分鐘圍繞在美國隊長如何從冰封解凍與認知所處的現今世界。
電影於2012年5月4日在美國上映，口碑票房雙收。續集《復仇者聯盟2：奧創紀元》於2015年上映。

## 劇情
自從宇宙魔方於1942年被人類發現後針對其展開過無數次探索，棲息於宇宙中的強大外星勢力也從此開始盯住地球，被牠們營救的洛基負責率領奇塔瑞軍團。在地球，由神盾局建立的一所科研基地中進行著神盾局與美國太空總署和美國空軍合作的「天馬項目」，試圖提煉出魔方的能量並加以利用，但卻造成魔方的能量數值持續攀升。神盾局探員菲爾·考森和瑪莉亞·希爾受尼克·福瑞局長的命令疏散基地，而魔方卻於地下實驗室自行開啓傳送門將洛基傳送過來。洛基殺光所有護衛後，用他手上的一把能灌輸能量的權杖洗腦並操縱福瑞的親信克林特·巴頓和協助神盾局著手魔方項目的科學家艾瑞克·沙維格，在他們的陪同下帶著魔方坐車逃離基地。沒過多久，流出的能量爆發造成基地完全坍塌，福瑞為了應對外來威脅而命令所有人備戰。
考森相繼召來正在擔任臥底的特工娜塔莎·羅曼諾夫、因伽瑪射線而變異的科學家布魯斯·班納、剛解凍迎接現代不久的超級士兵史提芬·羅傑斯、以及現居紐約的天才發明家兼億萬富翁東尼·史塔克，共同來到神盾局的空中航母收聽簡報。洛基突然自行現身在德國斯圖加特，引起騷動後命令一眾市民對他下跪；過程中派巴頓奪取一位著名醫學博士所擁有的稀有銥元素。史提芬、娜塔莎和東尼聯手制止洛基，使洛基自行舉手投降，三人開戰機折返回航母時，洛基的繼兄索爾突然從天而降試圖帶走洛基。三名英雄在山區裡打一戰後，才互相調解達成共識並將洛基送回航母，將洛基關入一間“寸步難行”的監牢。
東尼認為神盾局在魔方計畫中隱瞞內幕，暗中安置程式破解一系列機密文件，發現計畫的第二階段是用魔方的能量大規模製造高科技武器。福瑞如實講述起源於索爾一年前在地球上造成的騷動，使他們為了應對其他外星敵類，不得已啟動這項草擬已久的防衛計畫。事實的揭露在眾人之間引發不小的內杠時，巴頓靠追蹤到權杖位置後率軍攻入航母，炸毀航母渦輪引擎而整體開始下墜。因爆炸而掉進底層的班納因為受傷加上積釀的憤怒情緒，失控變成浩克而開始大肆破壞。為了防止班納持續破壞航母，福瑞派遣一架戰鬥機進行攔截，浩克便跳出去摧毀戰鬥機，最後從空中直墜地面而恢復成班納。
巴頓被娜塔莎重擊頭部後恢復清醒，索爾誤入洛基的分身陷阱而反掉進籠子中，考森雖然拿著一把特殊能量武器趕到，卻也同樣中計而被洛基從背後刺穿胸膛。洛基將索爾的籠子扔出艦外後搭機逃跑，索爾於牢籠墜至地面的一刻逃出去，東尼全速推動引擎才挽救母艦。奄奄一息的考森希望他能以死來為眾人提供一點動力，最後死在福瑞的面前。所有人都因考森的死而陷入悲憤，東尼立即飛回他在紐約曼哈頓中城建立的史塔克大樓找到洛基。洛基本來想控制東尼，但對東尼的反應爐心臟毫無作用，洛基一氣之下將東尼扔出窗外，所幸東尼及時換上他最新研發的七型裝甲而重回天空中。
沙維格通過大樓的方舟核反應爐供能他完成的能量儀器，在紐約市的天空開啓一座連通太空的傳送門，在另一邊靜待的奇塔瑞軍團隨即穿過門降臨至紐約市破壞。市民們開始疏散時，史提芬、娜塔莎和恢複理智的巴頓搭機到達後，途中迫降在大街上而與奇塔瑞人近距離交戰，順便跟紐約警察聯手疏散市民。班納與索爾不久後也趕到，班納直接變身成浩克，將奇塔瑞的運輸巨龍一拳打死。洛基下令全軍出動，眾人正式組成“復仇者聯盟”，擔任隊長的史提芬分派完任務後，眾英雄各自開始分頭作戰。娜塔莎想辦法上屋頂，開始和因衝擊而清醒的沙維格合作關閉傳送機器。洛基不僅與索爾打鬥時遺失權杖，還被巴頓用弓箭炸回大樓，還大言不慚地對跳上來的班納斥喝他是神，最後卻被班納打個半死而狼狽落敗。
安理會為了消滅外星威脅，不惜瞞著福瑞而親自命令航母上的一架戰機，飛向紐約發射一顆核彈。東尼全速緊握核彈後，將其送進傳送門另一端，順勢摧毀奇塔瑞人的指揮船。剩餘奇塔瑞人集體斃命，東尼因為飛入太空而耗盡能源至停機，但他還是在娜塔莎關閉傳送門前穿過門回到地球，被班納平安救下來後，在其一聲吼叫之下驚醒恢復意識。全軍覆沒的洛基遭全體復仇者抓獲，洛基的權杖則被神盾局回收。戰後，復仇者們在一家餐廳裡靜靜地吃沙威瑪；紐約方面開始收拾殘局、紀念死難者，世界各國都被這次外星入侵事件所震驚。索爾帶著被蒙住嘴的洛基，跟眾人道別後拿著魔方回到阿斯嘉。東尼與小辣椒將史塔克大樓翻新擴建變成復仇者大樓，其他人也各散東西；福瑞向安理會彙報完事情經過後，自信地認為復仇者聯盟將來一定會再次拯救世界。
另一方面，洛基背後的主使針對這次入侵地球的失敗，對他的“幕後主上”認為他們過於低估人類的團結，但他的主上卻站起來，嘴上還露出尖利的笑容。

## 演員
| 演員                              | 角色                                                     | 簡介 |
| --------------------------------- | -------------------------------------------------------- | --- |
| 小勞勃·道尼 Robert Downey Jr.     | 「鋼鐵人」東尼·斯塔克 Iron Man / Tony Stark              | 從麻省理工學院畢業的一名天才發明家兼億萬富翁，並經營著一家重要武器研發公司史塔克工業，因為一次到阿富汗時遭十環幫擄走而讓他的心臟受重創，僅靠胸口的微型方舟反應爐續命。逃出後成為了超級英雄「鋼鐵人」，其後加入復仇者聯盟。 |
| 克里斯·伊凡 Chris Evans           | 「美國隊長」史提芬·羅傑斯 Captain America / Steve Rogers | 瘦弱的他在第二次世界大戰時期參與「超級士兵計劃」，是計畫中唯一一個成功的試驗者，自此拥有了超越常人的体能，成為了「美國隊長」，曾參與二戰對付德軍（包括犯罪組織九头蛇）。但最後因拯救美國而墜入格陵蘭而被冰封，七十年後才被人發現並解封。其後加入了復仇者聯盟。                                                                     |
| 馬克·盧法洛 Mark Ruffalo          | 「綠巨人浩克」布魯斯·班納 Hulk / Bruce Banner            | 原是一名軍方科學家兼伽瑪射線研究員，目標是利用伽瑪射線重新研發出超級士兵血清，一次實驗意外被照射到伽瑪射線而導致身體突變，從此每當他憤怒時，不能控制的心跳加速就會變身成擁有無窮破壞力但不受意志控制的綠色生物「浩克」，至今一直在尋找自己的“病症”的解決方案，但有時也會為民眾擔任醫生。                                           |
| 克里斯·漢斯沃 Chris Hemsworth     | 索爾 Thor                                                | 北歐神話中的眾神之王奧丁的長子，因自負而被奧丁貶下凡間學習慈悲，其後發現繼弟洛基的陰謀後回到阿斯嘉阻止他，之後發現洛基企圖在他最愛的地球中引起混亂而因此加入復仇者聯盟。 |
| 湯姆·希德斯頓 Tom Hiddleston      | 洛基 Loki                                                | 擁有冰巨人族血脉的战争遗孤，被奧丁收養，并与索尔一起长大成人。在寻求父爱与公平待遇的成长过程里，洛基逐渐失去了理智与平衡，不僅渴望權力，其征服地球的野心也相當強烈，使他走上叛逆之路。一開始在奪取阿斯嘉王座的計畫因為索爾而失敗，自己在打算自盡了結之下落入蟲洞而來到薩諾斯的區域，受到奇塔瑞權杖影響後甘願為薩諾斯取得宇宙魔方。 |
| 史嘉蕾·喬韓森 Scarlett Johansson  | 「黑寡婦」娜塔莎·羅曼諾夫 Black Widow / Natasha Romanoff | 由神盾局安排在史塔克工業作臥底監察東尼的一舉一動的俄籍秘密探員。復仇者聯盟的成員。以前是位冷酷無情的殺手並且讓神盾局派鷹眼來殺她，但反而被鷹眼邀請她進神盾局工作。 |
| 傑瑞米·雷納 Jeremy Renner         | 「鷹眼」克林特·巴頓 Hawkeye / Clint Barton               | 一名箭術高超的弓箭手，能通過弓柄上的無線控制器對箭筒發出指令，為箭支裝上各種用途的特殊箭頭，包括延時爆炸、散射爆炸以及攀牆用的勾爪與繩索等等。 |
| 山繆·傑克森 Samuel L. Jackson     | 尼克·福瑞 Nick Fury                                      | 神盾局局長，組成復仇者聯盟的重要推手。 |
| 蔻碧·史莫德 Cobie Smulders        | 瑪莉亞·希爾 Maria Hill                                   | 神盾局副局長，福瑞最重要的心腹。 |
| 克拉克·格雷格 Clark Gregg         | 菲爾·考森 Phil Coulson                                   | 神盾局旗下的八级特工，福瑞的心腹之一，是復仇者聯盟不可缺少的盟友。 |
| 史戴倫·史柯斯嘉 Stellan Skarsgård | 艾瑞克·沙維格 Erik Selvig                                | 神盾局的天體學家，索爾的凡人好友，被邀請加入研究宇宙魔方，這次被洛基操縱製造傳送門裝置。 |
| 葛妮絲·派特洛 Gwyneth Paltrow     | 小辣椒·波茲 Virginia "Pepper" Potts                      | 史塔克工業的執行長，原本為東尼的秘書，目前身為東尼的女友，和東尼合作搭建紐約的史塔克大樓。 |
| 保羅·彼特尼 Paul Bettany          | 賈維斯 Jarvis                                            | 東尼的聲控AI系統。（僅以配音演出） |
| 鮑爾斯·布思 Powers Boothe         | 吉迪恩·馬利克 Gideon Malick                              | 世界安全理事會的領導人，從各強大國家的政治員形成的組織的領導者，代表美國；負責監督神盾局。 |
| 珍妮·艾格特 Jenny Agutter         | 霍莉委員 Councilwoman Hawley                             | 世界安全理事會的女委員，從各強大國家的政治家形成的組織中的主要成員，代表英國；負責監督神盾局。 |
| 阿瑟·達爾比尼揚 Arthur Darbinyan  | 世界安全理事會委員 World Security Council                | 從各強大國家的政治家形成的組織的成員之一，代表俄羅斯；負責監督神盾局。 |
| 李國棟 Donald Li                  | 世界安全理事會委員 World Security Council                | 從各強大國家的政治家形成的組織的成員之一，代表中國；負責監督神盾局。 |
| 達米恩·波蒂埃 Damion Poitier      | 薩諾斯 Thanos                                            | 片尾客串。泰坦霸王，洛基背後的主使者。此角色後來由喬許·布洛林飾演。 |
| 阿萊克斯·德尼索夫 Alexis Denisof  | 他者 The others                                          | 奇塔瑞人的領袖，薩諾斯的貼身僕人，代表薩諾斯把奇塔瑞軍團借給洛基入侵地球。 |

## 制作

### 發展
漫威漫畫的總編輯艾維·亞拉在2005年4月首次宣布計劃制定的電影後，由漫威漫畫與美林證券聯合製作並由派拉蒙影業負責發行。漫威漫畫討論他們的簡短的介紹華爾街分析。漫威影業的目的是要推出個別人物電影，建立角色的身份和熟悉他們的觀眾，之後把他們合併在一部電影。被聘為漫威影業的編劇塞克·潘撰寫《無敵浩克》的劇本，2007年6月，潘證實了他的參與，但他表示他並不認為工作將很快開始。在2007至2008年美國罷工作家協會後，漫威漫畫與美國作家協會談判，以確保它可以創作根據其漫畫改編的電影，包括美國隊長，蟻人和復仇者聯盟。2008年的《鋼鐵人》的成功上映，令漫威漫畫在2008年7月發布將復仇者聯盟的故事電影化。2008年9月，漫威漫畫製片廠與派拉蒙影業達成了一項協議，給這公司未來五年的經銷權擴展漫威漫畫改編電影。

### 拍攝
2011年4月25日，本片于新墨西哥州阿布奎基开拍。2011年6月，特技演员杰里米·菲茨杰拉德在表演被箭射中后，从一棟30英尺高的建筑摔下来的特技动作时，头部不幸受伤。漫威影業发言人告诉TMZ，菲茨杰拉德已痊愈并继续工作。往后一个月，次要摄制在宾夕法尼亚州匹兹堡巴特勒县开拍，而追逐场景则在该州沃辛顿溪畔蘑菇农场取景，该菇场为世界最大，地面下方300英尺有一条150英里长的石灰石废弃隧道。
2011年8月，剧组移师俄亥俄州克里夫兰，在那里拍了四个星期。市区的第九大街东和纽约的第42街被用作片中的高潮战斗场景。俄亥俄州第391宪兵营的陆军预备役士兵担任背景人物。参谋军士迈克尔·兰迪斯表示使用士兵能让场面更为逼真，有助于塑造军方的积极形象。他解释道：“这能轻易地让我们现场更正战术和制服，导演居然还推荐我们在大场面中参演敌人，而不是只是搞『卡车的机枪手』。」拍摄时还用上NASA在俄亥俄州桑达斯基附近的梅花溪站大型真空室，该站的空间动力设施是片中神盾局的研究设施。连串爆炸场景取景于俄亥俄州帕尔马的发电厂，紧接克里夫兰战斗场景。公共广场和底特律高级大桥也被用来搭景。公共广场的西南角，是片中的德国斯图加特。
本片纽约杀青，在那里拍了两天。纽约市的取景地有公园大道和中央公园。至于曼哈顿的场景，视觉特效总监杰克·莫里森花了三天时间航拍，作为背景画面，主要是为了“用尽可能多的高空作业，让观众看到广阔的场景，建立广阔的镜头，同时也确保特效没有过多用电脑。”“完全运用计算机声称环境是更好，”莫里森解释，“但真实画面目前还没有替代品，不能为你所用。”
摄影师谢摩斯·麦加维表示，他用了1.85:1的比例来配合身高不一的主角。他解释，“用1.85:1拍一部史诗电影是不寻常的，但我们要让螢幕的高度，照顾到绿巨人、美国队长等所有角色，还身形较小的黑寡妇，我们要在框架内给予她们优先顺序和宽度。此外，乔斯（溫登）知道最后曼哈顿的战斗场景将是盛会，因此建筑物的高度和垂直缩放显得即为重要。”麦加维首次运用阿莱Alexa数字摄像机拍摄本片。有些镜头用上佳能 EOS 5D Mark II和佳能 EOS 7D数码单镜头反光相机。高速镜头则采用Arriflex 435和35毫米胶片。至于视效方式，麦加维表示，“乔斯和我热衷于极为本真和自然的品质形象。我们希望这种感觉让人身临其境，不想阅读漫画书，让观众的距离与电影结合。我们用了很多斯坦尼康、起重机和推车移动镜头，来创造动态画面，而我们选择的角度是戏剧性的，就像低角度的英雄形象。”

## 發行
華特迪士尼公司在2010年10月18日正式發表聲明宣佈，他們將會支付派拉蒙影業至少1.15億美元，請派拉蒙影業放棄《鋼鐵人3》和《復仇者聯盟》的全球營銷及發行權，而由迪士尼接手發行的工作。華特迪士尼公司主席里奇·羅斯表示：「執行這份協議時，迪士尼將會承擔《鋼鐵人3》和《復仇者聯盟》這兩部高期待影片的全球市場營銷及發行分銷的工作。我們非常感謝派拉蒙公司與漫威漫畫一起推出了那麼多經典的漫畫人物，也期望可以在未來的日子裡將這些成功的品牌推送到更成功的位置。」而派拉蒙副主席羅伯·摩爾表示：「這絕對是一次雙贏的合作。」

### 首映

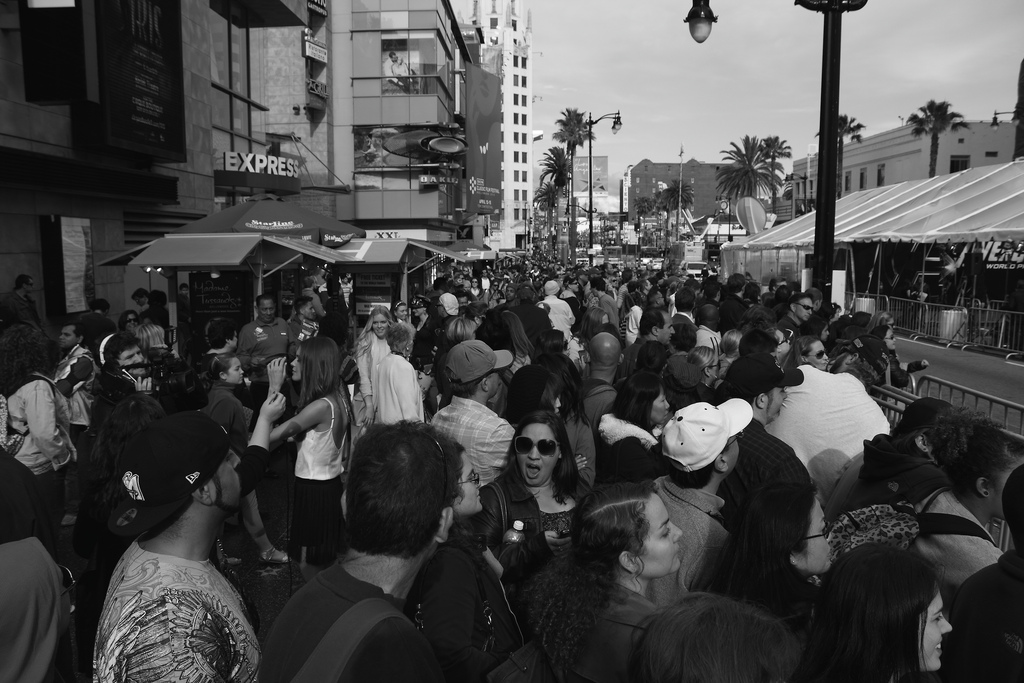
復仇者聯盟在美國加州El Capitan劇院舉行的全球首映禮，影迷爭著入場。

復仇者聯盟在2012年4月11日在美國加州的El Capitan劇院舉行全球首映。之後在4月28日以美國紐約TriBeCa電影節的閉幕電影形式放映。
4月23日，《復仇者聯盟》在北京舉行了亞洲首映。
2012年5月31日，漫威影業表示將把復仇者聯盟的拷貝送至美國國家航空暨太空總署（NASA）的任務管制中心（Mission Control），任務管制中心將把這部影片上傳至國際太空站，供站內的太空人欣賞。

### 市場推廣

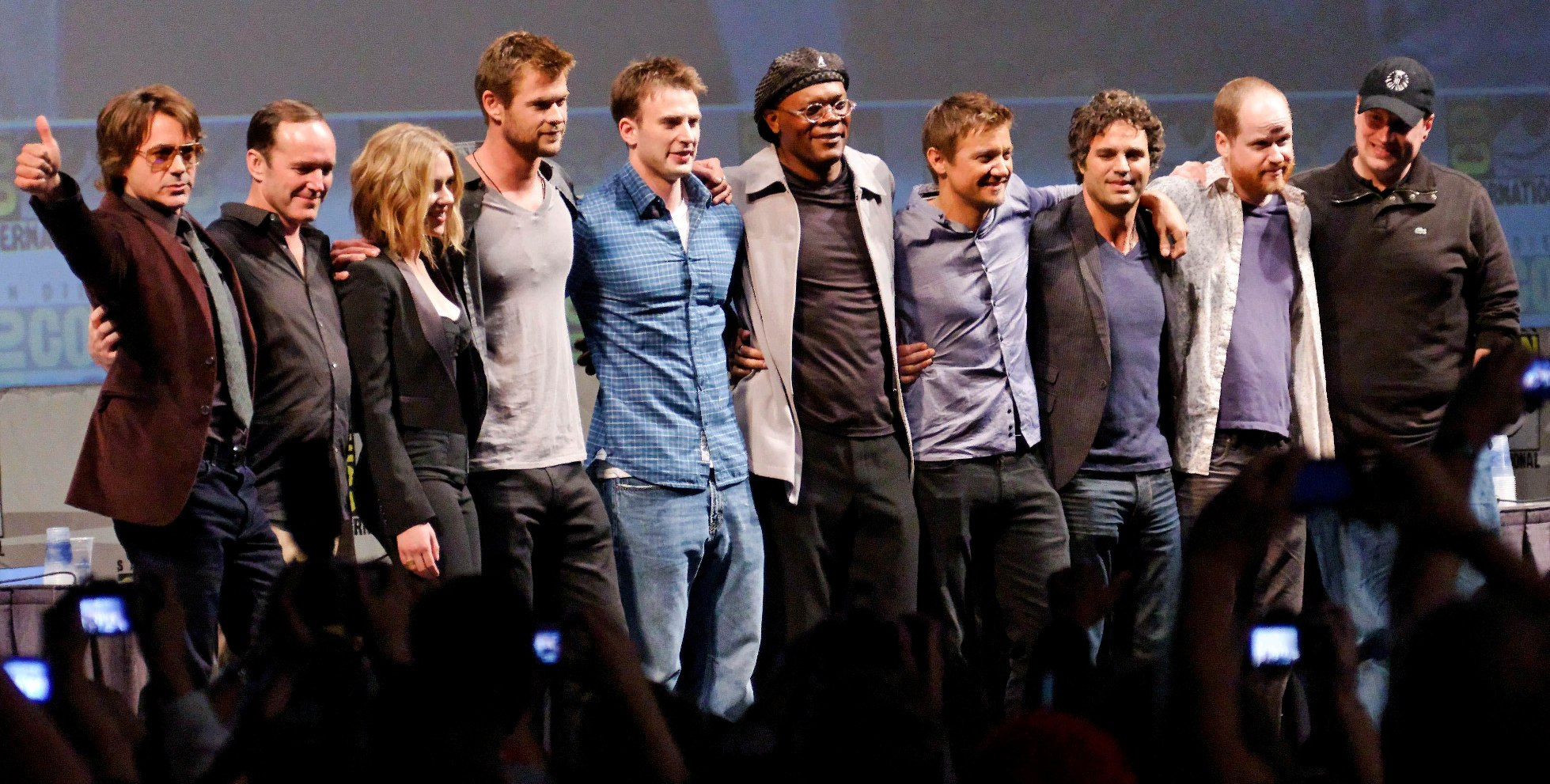
2010聖迭戈動漫展中，復仇者聯盟各演員齊集為新片造勢。

在2010年7月25日，該片在美國聖地牙哥動漫展（San Diego Comic-Con International）舉行發表會，吸引近6千名觀眾進場。2011年8月20日，在加州舉行的D23博覽會宣傳。

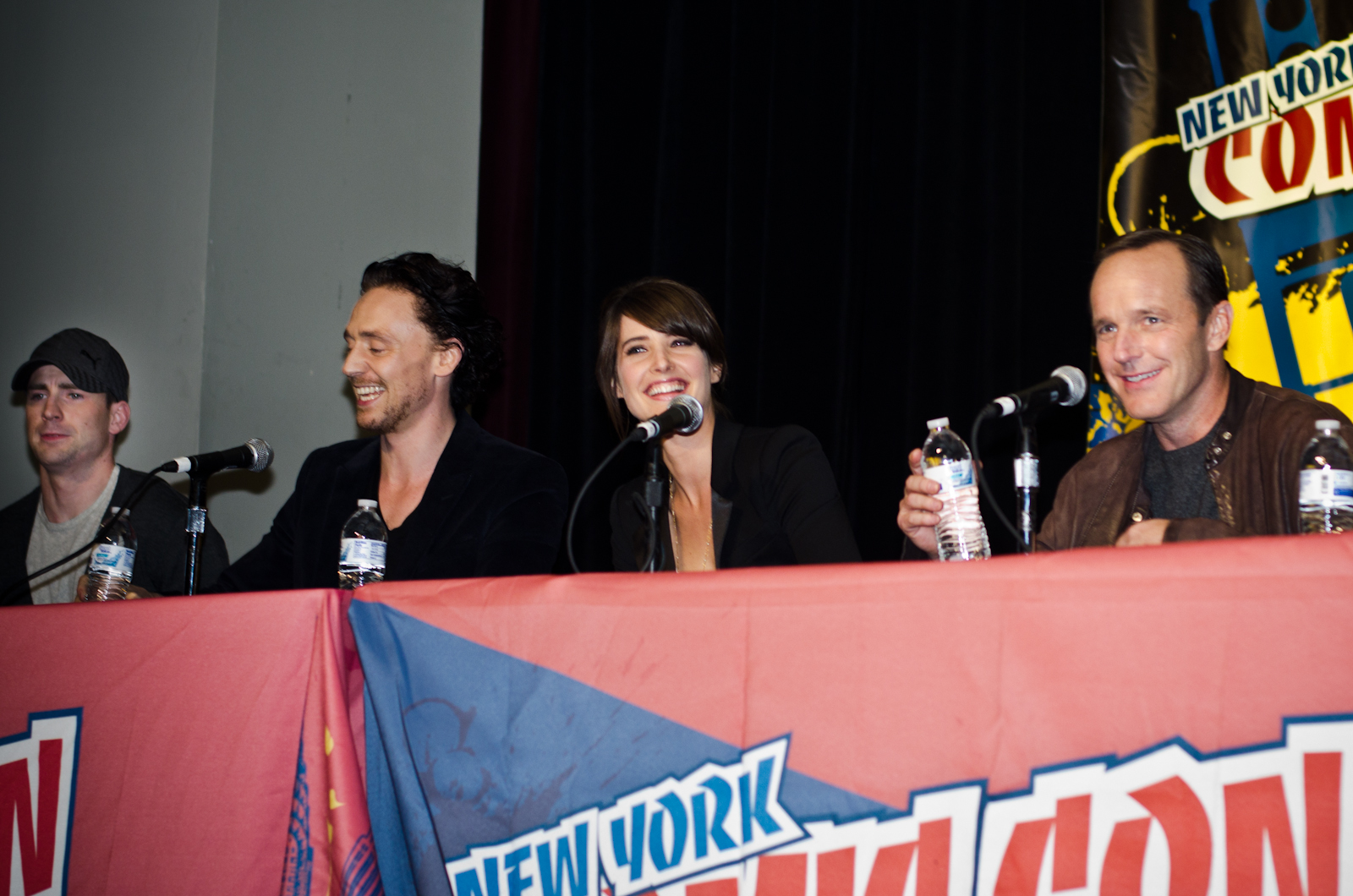
復仇者聯盟部份演員出席2011紐約動漫展。

迪士尼付出350萬美元購買了在2012年2月5日舉行的超級盃比賽中場休息時段的一個30秒廣告，以推廣《復仇者聯盟》。
3月1日新預告片段公佈後，24小時之內在iTunes Store的觀賞次數即達到1370萬，成為該網站有史以來首日觀賞次數最多的電影預告片。
4月，華特迪士尼世界的單軌鐵路換上了《復仇者聯盟》的塗裝來宣傳電影。
4月11日在好萊塢舉行全球首映，所有主角全體出席。

## 評價
- 在爛番茄上，根據346條評論，《復仇者聯盟》獲得了92%的新鮮評價[19]。
- 在Metacritic上，電影獲得了69分的好評[20]。
- 中時娛樂的張士達評83分：「在打造易於入口的爆米花娛樂之餘，卻也犧牲了在美學與電影語言上應可更上層樓的野心。」[21]
- 爽報的善人：「整體畫面、娛樂性真是滿分，可算是近年美式英雄片的經典作，值得一看，甚至一看再看。」[22]
- 頭條日報的葉念琛：「作為一套『八星報喜』版的超級英雄電影，觀乎世界各地票房報捷，在『好睇』和『抵睇』之間，錙銖必較的觀眾早已有所定奪，也早已自我調節。」[23]
- 爽報的張居:「《復仇者》就是荷李活比全世界再走前一步的里程碑。」[24]
- 東方日報的范孤奴說：「全片動作連場，由各路英雄自相殘殺，到站在同一陣線合力對抗外敵的重頭戲均拍出超水準。」[25]
- 香港蘋果日報的仰止說：「超級英雄電影加入了馬戲班的喜感，熱鬧得教人拍掌。他們的出身被剝奪了，只餘下超能力（這個蠢相），觀眾就看得開心了。荷李活就可以做到這份自嘲。」[26]

## 票房
《復仇者聯盟》全球及美國總票房分別為15億及6.2億美元，目前為全球及美國影史第十賣座強片，僅次於《阿凡達》、《復仇者聯盟4：終局之戰》、《鐵達尼號》、《蜘蛛人：無家日》、《STAR WARS：原力覺醒》、《復仇者聯盟3：無限之戰》、《侏儸紀世界》、《獅子王》及《阿凡達：水之道》。

### 北美
《復仇者聯盟》於5月4日在北美開畫，勁收8,050萬美元，榮登美國史上開畫日票房第二位，僅次於《哈利波特－死神的聖物2》的9,110萬元紀錄。首周票房更是創紀錄，僅花三天的時間，於5月6日即迅速突破2億美元票房，不但遠勝今年度《飢餓遊戲》首周的1.52億美元，也打破《哈利波特》最終集首周1.69億美元票房，當年寫下全美影史最高首周票房紀錄（首週最高票房紀錄於2015年被《侏羅紀世界》打破）。
2012年5月20日，《復仇者聯盟》超越了《神鬼奇航4：幽靈海》成為華特迪士尼影業有史以來在北美最賣座的電影。

### 海外地區
中國大陸方面，自5月5日公映以来，两天内票房就达到了1.2亿人民币。最终收获5.67亿。
香港方面，電影上映票房大賣，截至2012年4月28日，上映三日票房已有2,360萬，前日單日更收1,052萬，刷新香港單日票房紀錄，超越《變形金剛3》的937萬。截至6月10日，上映46天，《復仇者聯盟》在香港的票房達到港幣96,218,784。
台灣方面，首日票房為新台幣3,783萬元；首週五天票房為新台幣2.31億元；次週票房累計至新台幣4.25億元；第三週票房累計至新台幣5億元；最終全台票房為新台幣6億元。
| 上一届： 《像男人一样思考》 | 2012年美國週末票房冠軍 第18-20周     | 下一届： 《黑衣人3》 |
| 上一届： 《泰坦尼克号3D》   | 2012年中国内地一周票房冠军 第18-20周 | 下一届： 《黑衣人3》 |

## 續集
《復仇者聯盟》上映三星期全球票房已超過7億美元，5月9日迪士尼公司CEO 羅伯特·艾格宣佈已着手籌備拍《復仇者聯盟2》，但未公佈確實日期。艾格透露至少要等到2013年上映《雷神索爾2：黑暗世界》、《鐵甲奇俠3》及2014年上映《美國隊長2》後才上映。在《復仇者聯盟》片中史嘉蕾·喬韓森飾演的黑寡婦亦會開拍外傳，2012年8月8日，乔斯·韦登与漫威影业签署正式协议，他将回歸执导《復仇者聯盟2》。据悉，此次韦登将不仅继续担任续集导演工作，而且还将于漫画原著斯坦·李一同合作参与编剧工作。乔斯·韦登与漫威的签约范围不仅仅只是《復仇者聯盟2》一部电影。为了保证第二部延续前作的高水准，韦登还将参与片中各主角的个人电影的策划，包括《鋼鐵俠3》、《美国队长2》、《雷神2》和《银河护卫队》等，他将为了《復仇者聯盟2》的需要，将这些故事串联起来。该片将会在《钢铁侠3》等几部英雄个人电影放映完毕后，于2015年5月1日北美上映。
另外，喬斯·溫登也宣布《復仇者聯盟2》也將出現兩名新角色，分別為緋紅女巫和快銀，漫畫原著中兩人皆為萬磁王的兒女。但是由於版權問題，兩人跟萬磁王的關係將不會在電影中談及。
2013年6月20日，漫威工作室宣佈小勞勃·道尼已經簽約，將會在《復仇者聯盟2》和《復仇者聯盟3》中繼續飾演鐵甲奇俠。
2013年7月21日，漫威工作室宣佈《復仇者聯盟》續集已定名《復仇者聯盟2：奧創紀元》。

## DVD和藍光影碟
2012年7月11日，《漫威宇宙：第一阶段》蓝光套装发布了内容详細图，这部横跨过去五年涵盖六部超级英雄大作的终极套装终于露出了真面目，这一多达十碟的蓝光组合被放在神盾局的手提箱中，包括《钢铁侠》、《钢铁侠2》、《无敌浩克》、《雷神》（3D）、《美國隊長：復仇者先鋒》（3D）、《复仇者联盟》（3D）等六部作品，一张“第一阶段”档案的特别影碟，以及多个高度机密的卷宗。组合將在9月25日上市。

## 外部連結
- 官方網站 （页面存档备份，存于）
- 互联网电影数据库（IMDb）上《復仇者聯盟》的资料（英文）
- Box Office Mojo上《復仇者聯盟》的資料（英文）
- 爛番茄上《復仇者聯盟》的資料（英文）
- Metacritic上《復仇者聯盟》的資料（英文）
- AllMovie上《復仇者聯盟》的资料（英文）
- 開眼電影網上《復仇者聯盟》的資料（繁體中文）
- 时光网上《復仇者聯盟》的資料（简体中文）
- 豆瓣电影上《復仇者聯盟》的資料 （简体中文）